# Centrobranchus
Centrobranchus is een geslacht van straalvinnige vissen uit de familie van de lantaarnvissen (Myctophidae). De wetenschappelijke naam van het geslacht werd in 1904 voorgesteld door Fowler.

## Soorten
- Centrobranchus andreae Lütken, 1892
- Centrobranchus brevirostris Becker, 1964
- Centrobranchus choerocephalus Fowler, 1904
- Centrobranchus nigroocellatus Günther, 1873